# Beryl Bartlett
Beryl Bartlett, née le 28 mai 1924 et morte le 17 novembre 2017, est une joueuse de tennis sud-africaine des années 1950.
Elle a notamment atteint la finale du double dames aux Internationaux de France de tennis en 1951 aux côtés de Barbara Scofield. 

## Palmarès (partiel)

### Finale en double dames
| No | Date       | Nom et lieu du tournoi         | Catégorie | Surface      | Vainqueures            | Partenaire       | Score     |          |
| -- | ---------- | ------------------------------ | --------- | ------------ | ---------------------- | ---------------- | --------- | -------- |
| 1  | 23/05/1951 | Internationaux de France Paris | G. Chelem | Terre (ext.) | Shirley Fry Doris Hart | Barbara Scofield | 10-8, 6-3 | Parcours |

## Parcours en Grand Chelem (partiel)
Si l’expression « Grand Chelem » désigne classiquement les quatre tournois les plus importants de l’histoire du tennis, elle n'est utilisée pour la première fois qu'en 1933, et n'acquiert la plénitude de son sens que peu à peu à partir des années 1950.

### En simple dames
| Année | Championnat d'Australie | Championnat d'Australie | Internationaux de France | Internationaux de France | Wimbledon      | Wimbledon       | US National | US National |
| ----- | ----------------------- | ----------------------- | ------------------------ | ------------------------ | -------------- | --------------- | ----------- | ----------- |
| 1951  | -                       | -                       | 1er tour (1/32)          | J. Amouretti             | 2e tour (1/32) | Arvilla McGuire | -           | -           |
| 1952  | -                       | -                       | -                        | -                        | 2e tour (1/32) | Helen Fletcher  | -           | -           |

À droite du résultat, l’ultime adversaire.

### En double dames
| Année | Championnat d'Australie | Championnat d'Australie | Internationaux de France | Internationaux de France | Wimbledon                   | Wimbledon                   | US National | US National |
| ----- | ----------------------- | ----------------------- | ------------------------ | ------------------------ | --------------------------- | --------------------------- | ----------- | ----------- |
| 1951  | -                       | -                       | Finale B. Scofield       | Shirley Fry Doris Hart   | 3e tour (1/8) Clare Proctor | Beverly Baker Nancy Chaffee | -           | -           |
| 1952  | -                       | -                       | -                        | -                        | 3e tour (1/8) Hazel Redick  | Thelma Coyne P. Canning     | -           | -           |

Sous le résultat, la partenaire ; à droite, l’ultime équipe adverse.